# Zuluzinho
Zuluzinho, właśc. Wagner da Conceição Martins (ur. 19 maja 1978 w São Luís) – brazylijski zawodnik mieszanych sztuk walk oraz vale tudo, również zawodnik BJJ. Posiada purpurowy pas w BJJ. Trenował przez ponad siedem lat z zawodnikiem Vale Tudo – Richardinho. Jest m.in. weteranem prestiżowej organizacji PRIDE.

## Kontrowersje związane z zawodowym rekordem w MMA
Pierwsze pojedynki z lat 2000–2003 są niepotwierdzone przez portale zajmujące się aktualizacją rekordów zawodników.
W wydaniu Full-Contact Fighter z grudnia 2005 Marcelo Alfonso napisał, że Zuluzinho rozpoczął swoją karierę w MMA w 2000 roku w mieście Teresina, niedaleko miasta Sao Luis w Brazylii.

## Lista walk MMA
| Wynik     | Bilans    | Przeciwnik (bilans przed walką)   | Rozstrzygnięcie                             | Runda | Czas | Rozgrywki                          | Data       | Miejsce           | Uwagi                            |
| --------- | --------- | --------------------------------- | ------------------------------------------- | ----- | ---- | ---------------------------------- | ---------- | ----------------- | -------------------------------- |
| Przegrana | 14-12 (1) | Serigne Ousmane Dia (3-1)         | TKO (ciosy pięściami w parterze)            | 1     | 0:43 | MMA Attack 4: Reaktywacja          | 24.09.2022 | Będzin            |                                  |
| Przegrana | 14-11 (1) | Petr Romankevich (4-1)            | KO (ciosy kolanami)                         | 1     | 4:53 | AMC Fight Nights 114               | 03.09.2022 | Mińsk             | Main Event                       |
| Przegrana | 14-10 (1) | Yusup Shuaev (6-0-1)              | Decyzja (większościowa)                     | 3     | 5:00 | AMC Fight Nights: Sochi            | 23.02.2021 | Soczi             |                                  |
| Wygrana   | 14-9 (1)  | Aleksandar Aleksic (0-5)          | TKO (ciosy pięściami)                       | 1     | 3:18 | Megdan Fighting 6                  | 09.12.2019 | Belgrad           |                                  |
| Wygrana   | 13-9 (1)  | Marko Djordevic (0-1)             | TKO (ciosy pięściami)                       | 1     | 0:53 | Megdan Fighting 5                  | 27.06.2019 | Sremska Mitrovica |                                  |
| Wygrana   | 12-9 (1)  | Aleksandar Aleksic (0-0)          | TKO (ciosy pięściami)                       | 1     | 0:23 | Megdan Fighting 4                  | 15.03.2019 | Nowy Sad          |                                  |
| Przegrana | 11-9 (1)  | Edvaldo de Oliveira (34-26)       | TKO (niezdolność do dalszej walki)          | 1     | 5:00 | Imortal FC 9                       | 02.06.2018 | São Luís          | Main Event                       |
| Przegrana | 11-8 (1)  | Geronimo dos Santos (19-12)       | KO (ciosy pięściami)                        | 1     | ?    | MC – Mr. Cage 4                    | 30.11.2010 | Manaus            |                                  |
| Wygrana   | 11-7 (1)  | Douglas Humberto (2-2)            | Decyzja (niejednogłośna)                    | 3     | 5:00 | Iha Combat 3                       | 09.04.2010 | São Luís          |                                  |
| Wygrana   | 10-7 (1)  | Angelo Araujo (10-3)              | TKO                                         | 2     | 5:00 | Iha Combat 2                       | 19.12.2010 | São Luís          |                                  |
| Przegrana | 9-7 (1)   | Geronimo dos Santos (10-7)        | KO (ciosy pięściami)                        | 2     | 0:22 | FC-Fusion Combat                   | 14.02.2008 | Boa Vista         |                                  |
| Przegrana | 9-6 (1)   | Guilherme Siva dos Anjos (6-0)    | Poddanie (ciosy pięściami)                  | 1     | 3:52 | Desafio de Giantes 10              | 06.07.2008 | Macapá            |                                  |
| Przegrana | 9-5 (1)   | Ibragim Magomiedow (18-6-1)       | TKO (ciosy pięściami)                       | 1     | 1:06 | fightFORCE – Russia vs. The World  | 17.01.2009 | Petersburg        |                                  |
| Wygrana   | 9-4 (1)   | Ikuhisa Minowa (39-26-8)          | TKO (zatrzymanie przez narożnik)            | 3     | 2:13 | K-1 – Premium 2007 Dynamite!!      | 31.12.2007 | Osaka             |                                  |
| Wygrana   | 8-4 (1)   | Władimir Kuczenko (3-3)           | Poddanie (duszenie zza pleców)              | 1     | 2:14 | Bodog Fight – USA vs. Russia       | 30.11.2007 | Moskwa            |                                  |
| Przegrana | 7-4 (1)   | Guilherme dos Anjos (4-0)         | TKO (niezdolność do dalszej walki)          | 2     | 3:50 | Desafio de Gigantes 8              | 01.11.2007 | Macapa            |                                  |
| Przegrana | 7-3 (1)   | Eric Esch (8-3-1)                 | Poddanie (klucz na rękę)                    | 1     | 2:35 | PRIDE 34 – Kamikaze                | 08.04.2007 | Saitama           |                                  |
| Przegrana | 7-2 (1)   | Antônio Rodrigo Nogueira (26-3-1) | Poddanie (dźwignia na staw łokciowy)        | 1     | 2:17 | PRIDE – Total Elimination Absolute | 05.05.2006 | Osaka             | I runda PRIDE 2006 Openweight GP |
| Przegrana | 7-1 (1)   | Fiodor Jemieljanienko (23-1)      | Poddanie (ciosy pięściami)                  | 1     | 0:26 | PRIDE – Shockwave 2005             | 31.12.2005 | Saitama           |                                  |
| Wygrana   | 7-0 (1)   | Henry Miller (1-3)                | TKO (uderzenia kolanami)                    | 1     | 1:31 | PRIDE 30 – Fully Loaded            | 23.10.2005 | Saitama           |                                  |
| Wygrana   | 6-0 (1)   | Rafał Dąbrowski (4-0)             | KO (cios pięścią)                           | 2     | 2:04 | CWFC – Strike Force 2              | 16.07.2005 | Coventry          | Co-Main Event                    |
| Nieodbyta | 5-0 (1)   | Kleber Ranieri Jansen (0-0)       | No Contest (obaj zawodnicy wypadli z ringu) | 1     | ?    | Desafio de Gigantes 4              | 20.05.2005 | Macapa            |                                  |
| Wygrana   | 5-0       | Fabio Black (0-0)                 | KO (ciosy pięściami)                        | 1     | 1:20 | WC – World Combat 3                | 13.05.2005 | São Luís          |                                  |
| Wygrana   | 4-0       | Junior Pitbull (0-0)              | TKO (ciosy pięściami)                       | 1     | 1:20 | DDG – Desafio de Gigantes 2        | 13.04.2004 | Macapá            |                                  |
| Wygrana   | 3-0       | James Adler (0-1)                 | TKO (ciosy pięściami)                       | 1     | ?    | Main Event Vale Tudo               | 2004       | Itapeua           |                                  |
| Wygrana   | 2-0       | James Adler (0-0)                 | TKO (ciosy pięściami)                       | 1     | ?    | Main Event Vale Tudo               | 2004       | Itapeua           |                                  |
| Wygrana   | 1-0       | Carlos Andino (0-0)               | KO (ciosy pięściami)                        | 1     | 0:24 | Main Event Vale Tudo               | 04.11.2003 | Itapeua           |                                  |